# バーンチャーク駅
バーンチャーク駅（バーンチャークえき、タイ語:สถานีบางจาก）は、タイ王国のバンコク・プラカノン区にあるスクムウィット通り上の高架を走るバンコク・スカイトレイン（BTS）の駅。駅番号は「E10」。

## 駅構造
- 相対式ホーム2面2線を有する高架駅である。

### 駅階層
| 3階                          |                                                        |                        |
| 相対式ホーム                 |                                                        |                        |
| 1番線・上り■スクムウィット線 | プナウィティ・ウドムスック・バーンナー・ベーリング方面 |                        |
| 2番線・下り■スクムウィット線 | オンヌット・アソーク・サイアム・モーチット方面         |                        |
| 相対式ホーム                 |                                                        |                        |
| 2階                          | コンコース                                             | 自動券売機、自動改札口 |
| 1階                          | 出入口                                                 | スクムウィット通り     |

## 駅周辺
- スクンビット通り上の高架駅である。

## 路線バス
駅直下のスクムウィット通りには、各社路線バスが運行されている。

### 路線バス番号
25